# Johann Christian Oeder

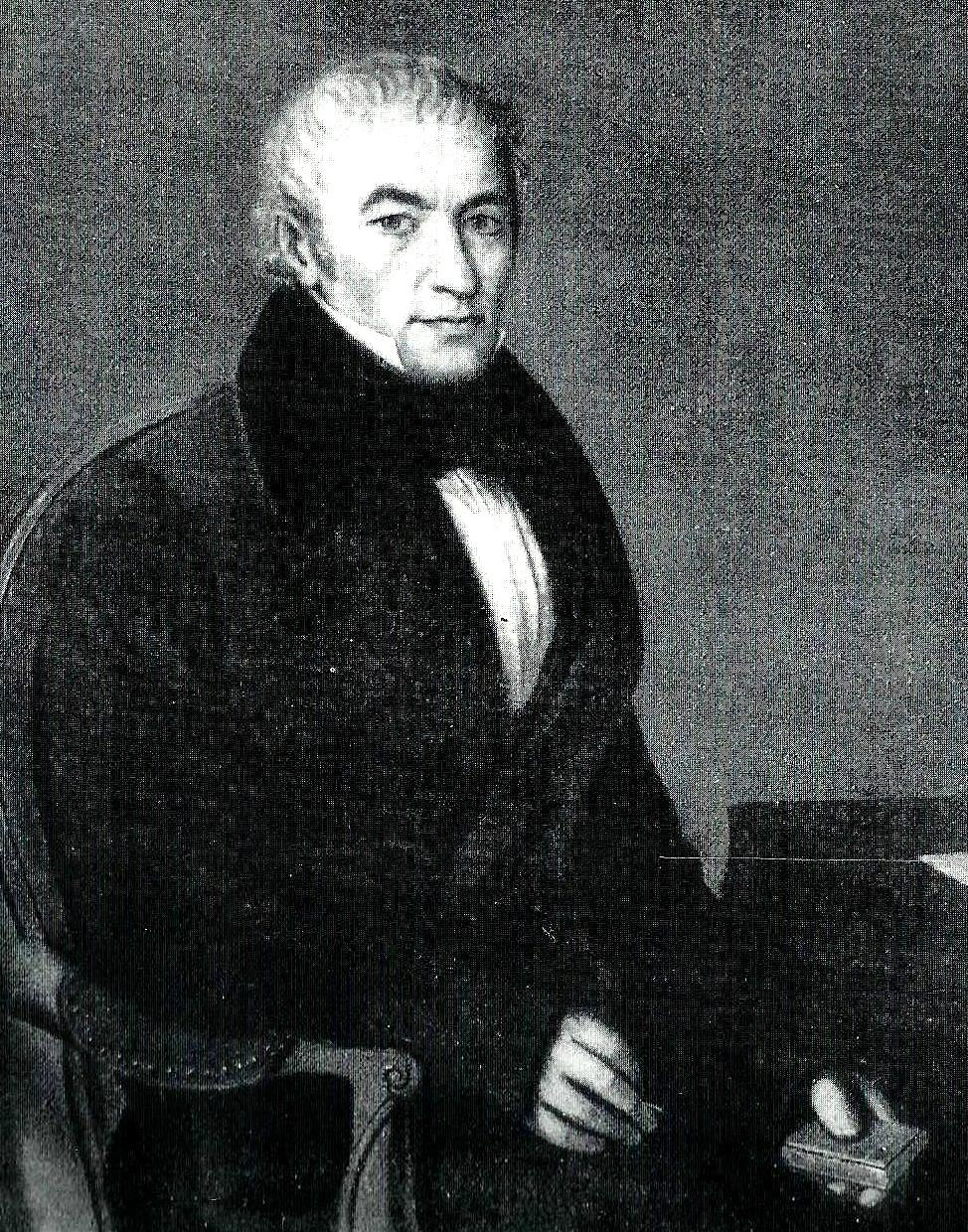
Johann Christian Oeder

Johann Christian Oeder (* 1774 in Oberampfrach; † 31. März 1837 in Aachen) war ein deutscher Kaufmann sowie Beigeordneter Bürgermeister der Stadt Aachen und Präsident der IHK Aachen.

## Leben und Wirken
Oeder ist verwandt mit der fränkischen Theologenfamilie Oeder und war der Sohn von Johann Lorenz Oeder († 1780), seit 1763 Pfarrer an St. Georg in Oberampfrach, und dessen Ehefrau Catharina Casselmann. Nach der Jahrhundertwende zog Johann Christian Oeder nach Aachen, wo er sich als Wollhändler niederließ und darüber hinaus Bankgeschäfte betrieb. Oeder wurde Mitglied und Vorsteher der lutherischen Gemeinde Aachens und trat bereits 1806 als 50. Mitglied dem ein Jahr zuvor gegründeten Club Aachener Casino bei.
Nachdem Aachen 1815 preußisch geworden war, wurde Oeder 1816 in den Stadtrat gewählt und dort von 1826 bis 1830 zum Beigeordneten Bürgermeister ernannt. In dieser Eigenschaft war er zuständig für das Standesamtswesen und für die Handelskammer Aachen, deren Präsidentschaft er von 1835 bis 1836 übernahm. Darüber hinaus zählte Oeder als Teilhaber der „Grube Abgunst“ in Kohlscheid zu den Gründungsmitgliedern der Vereinigungsgesellschaft für Steinkohlenbau im Wurmrevier und gehörte als zuständiger Kassenwart dem gewählten Aufsichtsrat an.
Oeder war verheiratet mit Maria Christine Schlosser aus Monschau († 1834), mit der er zwei Söhne und eine Tochter bekam. Der älteste Sohn, Julius Oeder (1810–1861) erbte das väterliche Geschäft „Oeder & Comp, Wollgeschäft und Farbstoffe“ und baute es zu einem regionalen Lebensversicherungs-Bankhaus aus. Dessen Sohn Georg Oeder wandte sich der Kunst zu und wurde ein bekannter Landschaftsmaler.